# Trestné střílení (lední hokej)
Samostatný nájezd v ledním hokeji je forma trestného střílení, které je přesně definováno pravidly ledního hokeje. Jedná se o herní situaci, kdy útočící hráč sám resp. zcela samostatně bez pomoci svých spoluhráčů útočí na samostatného hokejového brankáře. Čili jedná se o stav jednoho hráče z pole útočícího samostatně proti jednomu brankáři.
Pokud hokejový rozhodčí v souladu s pravidly ledního hokeje nařídí samostatný nájezd, pak trenér útočícího družstva vybere jednoho hráče, který samostatný nájezd provede.
Rozhodčí položí puk doprostřed stadionu do středového kruhu a zapíská. Útočící hráč najíždí z poloviny hokejového hřiště na soupeřovu branku a snaží se vsítit gól, brankář se mu v tom snaží zabránit. Branka nemůže být uznána například z toho důvodu, že útočící hráč provede s pukem nedovolený zpětný pohyb opačným směrem.
Samostatné nájezdy se používají i v případě, že pravidla příslušné hokejové soutěže nařizují jednoznačně rozhodnout zápas, který i po předepsaném prodloužení skončil nerozhodně.
Samostatné nájezdy bývají někdy i součástí i různých dovednostních soutěží hokejistů, které se pořádají pro zábavu nebo jako zpestření pro diváky.